# Hispaniolai lappantyú
A hispaniolai lappantyú (Antrostomus ekmani) a madarak (Aves) osztályának a lappantyúalakúak (Caprimulgiformes) rendjéhez, ezen belül a lappantyúfélék (Caprimulgidae) családjához tartozó faj.

## Rendszerezése
A fajt Einar Lönnberg svéd ornitológus írta le 1929-ben. Sorolták a Caprimulgus nembe Caprimulgus ekmani néven, de alfajként, Antrostomus cubanensis ekmani néven is.

## Előfordulása
Hispaniola szigetén, Haiti és a Dominikai Köztársaság területén honos. Természetes élőhelyei a szubtrópusi vagy trópusi síkvidéki és hegyi esőerdők. Állandó, nem vonuló faj.

## Megjelenése
Testhossza 26-30 centiméter.

## Életmódja
Rovarokkal táplálkozik.

## Természetvédelmi helyzete
Az elterjedési területe elég kicsi, egyedszáma viszont stabil. A Természetvédelmi Világszövetség Vörös listáján nem fenyegetett fajként szerepel.